# Аё Мотоцуна
Аё Мотоцуна (яп. 相合元綱; ? — 11 мая 1524) — самурайский полководец средневековой Японии периода Сэнгоку. Третий сын Мори Хиромото. Младший брат Мори Мотонари. Известен также как Мори Мотоцуна.

## Краткие сведения
Аё Мотоцуна родился в провинции Аки. Его первоначальная фамилия была «Мори», но по названию имения его прозывали «Аё».
В 1517 году Мотоцуна участвовал в битве при Арита-Накаи, под руководством Мори Мотонари.
В 1523 году, со смертью 16-го председателя рода Мори, Мори Комацумару, было решено поставить новым руководителем Мори Мотонари. Однако при содействии вассалов Кацури Хиродзуми, Сака Хирохиде и Масару Ватанабэ, а также тогдашнего протектора Мори, рода Амаго, Мотоцуна попытался захватить пост председателя. Он планировал тайно убить своего старшего брата Мотонари. Однако его замыслы раскрылись и Мотонари ударил первым. Амбициозный Мотоцуна погиб в своей горящей усадьбе 11 мая 1524 года.
Узнав, что за оппозицией в роде Мори стоял сюзерен Амаго, Мотонари порвал с ним и перешел на сторону его врага — рода Оути.
Сын покойного Мотоцуни, Мотонори, был помилован и продолжил службу в клане Мори. Чтобы смыть позор отцовского поступка, он изменил свою фамилию на Сикина.